# Love Yourself
«Love Yourself» — сингл канадского певца Джастина Бибера из его четвёртого студийного альбома Purpose. «Love Yourself» был выпущен лейблом Def Jam Recordings как сингл 9 ноября 2015. Авторами песни были сам Джастин Бибер, а также Эд Ширан и Бенни Бланко. Сингл возглавил британский хит-парад UK Singles Chart, чарты Австралии, Дании, Ирландии, Нидерландов, Новой Зеландии, Норвегии, Шотландии, Швеции и стал и № 1 в США (Billboard Hot 100).
Песня номинирована на премию Грэмми-2017 в категориях Лучшая песня года и Лучшее сольное поп-исполнение.
«Love Yourself» названа песней № 1 по итогам года в США (Billboard Hot 100 Year-End of 2016), а сам Бибер стал самым молодым лидером годового чарта в истории этого хит-парада журнала Billboard (Hot 100 Year-End).

## История
9 ноября 2015 года на канале «Beats 1» прошла премьера новой песни «Love Yourself».
5 декабря 2015 года сингл «Love Yourself» дебютировал на позиции № 4 в американском чарте «Billboard», став 9-м хитом Бибера, попавшим в Top-10 и 3-м дебютом в лучшей десятке из нового альбома Purpose. В итоге в одну неделю сразу три сингла Бибера занимали высокие места: № 2 (Sorry), № 4 (Love Yourself) и № 5 (What Do You Mean?). Этим самым он попал в престижную группу артистов, имеющих одновременно три хита в Top-5 в США. Ранее этот рекорд устанавливали британская группа Beatles (на 8 недель в 1964 году, включая полное заполнение всей пятёрки лучших 4 апреля 1964 года) и американский репер 50 Cent (на 2 недели в 2005 году). Но только Бибер и Beatles были единственными ведущими исполнителями на всех трёх песнях (а не как второй исполнитель).
В Великобритании Бибер повторил рекордное достижение, когда в декабре второй его новый сингл («Love Yourself») сменил первый («Sorry» из этого же альбома) на позиции № 1 британского хит-парада. Последними живущими сегодня исполнителями, кто сместил самого себя на позиции № 1 были Beatles, когда в 1963 году лидировали подряд «She Loves You» и «I Want to Hold Your Hand». А последний раз это сделал, но уже посмертно, Элвис Пресли в 2005 году.
Позднее был поставлен ещё один новый рекорд. Бибер стал первым в истории исполнителем, два сингла которого одновременно занимали первые два места чарта 4 недели подряд. Предыдущий рекорд принадлежал группе The Beatles, которые занимали позиции № 1 и № 2 в 1967/68 с песнями Hello Goodbye и Magical Mystery Tour (EP).
13 февраля 2016 года Джастин Бибер сменил на первом месте самого себя на позиции № 1 в Billboard Hot 100: вместо «Sorry» на вершину взошёл хит «Love Yourself». Это лишь 12-й исполнитель с таким достижением за все 57 лет чарта Hot 100 и второй за 4 месяца, так как незадолго до этого то же самое сделал другой канадец The Weeknd («The Hills» сменил «Can’t Feel My Face» 3 октября 2015 года). Ранее сходное достижение имела певица Taylor Swift (первая среди женщин), когда её хит «Blank Space» сменил «Shake It Off» 29 ноября 2014 года. А первыми в истории были в 1964 году британцы Beatles (с тремя подряд самосменяющимися хитами на № 1: «I Want to Hold Your Hand», «She Loves You» и «Can't Buy Me Love»); Boyz II Men (1994); Puff Daddy (1997); Ja Rule (2002); Nelly (2002); OutKast (2004); Usher (2004); T.I. (2008) и Black Eyed Peas (2009). «Love Yourself» это 1050-й хит № 1 в Hot 100 и 3-й для Бибера после «Sorry» и «What Do You Mean?» (который провёл 21 неделю в top 10) и все они из одного альбома Purpose. Это сделало Бибера первым исполнителем с тремя чарттопперами с одного диска впервые после Тейлор Свифт («Shake», «Space» и «Bad Blood» из альбома 1989, в 2014-15) и первым мужчиной с таким достижением впервые после другого Джастина: Justin Timberlake из альбома FutureSex/LoveSounds в 2006-07: «SexyBack», «My Love» и «What Goes Around…Comes Around».
30 апреля 2016 года сингл «Love Yourself» пробыл 22 недели в Top-10 Billboard Hot 100, что стало рекордным показателем для всех хитов в истории, дебютировавших сразу в десятке лучших. Ранее сразу 4 сингла имели прежний рекордный показатель в 21 неделю (по числу недель подряд). Это хиты-дебютанты среди лучших десяти синглов: «Sorry» (Justin Bieber, 2015-16), «What Do You Mean?» (Justin Bieber, 2015-16), «Sugar» (Maroon 5 (2015), «Starships», (Ники Минаж, 2012).
К июлю 2016 года сингл был продан в количестве 1,6 млн копий в США. В чарте от 7 мая 2016 года «Love Yourself» находился 23-ю неделею подряд в лучшей десятке Hot 100, побив рекорд по наибольшему числу недель в top-10, ранее принадлежавший сразу четырём песням:  «Starships» (Ники Минаж), «Sugar» (Maroon 5) и «What Do You Mean?» и «Sorry» (самого же Бибера). Кроме того, песня пробыла 11 недельна позиции № 1 в чарте Radio Songs. 14 мая 2016 «Love Yourself» стал первым для Бибера синглом на позиции № 1 в чарте Adult Contemporary.

## Отзывы
Песня получила положительные отзывы музыкальной критики и интернет-изданий, таких как Эми Девидсон из Consequence of Sound и Ли Гринблатт из журнала Entertainment Weekly, назвавшего трек одним из самых любимых в альбоме.
Журнал Billboard включил «Love Yourself» в список «100 Best Pop Songs of 2016» (№ 34).

## Чарты
| Чарт (2015)                            | Высшая позиция |
| -------------------------------------- | -------------- |
| Австралия (ARIA)                       | 1              |
| Австрия (Ö3 Austria Top 40)            | 2              |
| Бельгия/Фландрия (Ultratop 50)         | 2              |
| Бельгия/Валлония (Ultratop 50)         | 3              |
| Канада (Billboard Canadian Hot 100)    | 1              |
| Чехия (Rádio — Top 100)                | 1              |
| Чехия (Singles Digitál Top 100)        | 1              |
| Дания (Tracklisten)                    | 1              |
| Финляндия (Suomen virallinen lista)    | 7              |
| Франция (SNEP)                         | 4              |
| Германия (GfK)                         | 3              |
| Венгрия (Single Top 40)                | 6              |
| Ирландия (IRMA)                        | 1              |
| Израиль (Media Forest)                 | 1              |
| Италия (FIMI)                          | 10             |
| Нидерланды (Dutch Top 40)              | 1              |
| Нидерланды (Single Top 100)            | 1              |
| Новая Зеландия (Recorded Music NZ)     | 1              |
| Норвегия (VG-lista)                    | 3              |
| Шотландия (OCC Scotland)               | 1              |
| Словакия (Rádio — Top 100)             | 1              |
| Словакия (Singles Digitál Top 100)     | 1              |
| Испания (PROMUSICAE)                   | 2              |
| Швеция (Sverigetopplistan)             | 1              |
| Швейцария (Schweizer Hitparade)        | 4              |
| Великобритания (OCC UK Singles)        | 1              |
| США (Billboard Hot 100)                | 1              |
| США (Billboard Adult Contemporary)     | 1              |
| США (Billboard Adult Pop Airplay)      | 1              |
| США (Billboard Dance/Mix Show Airplay) | 2              |
| США (Billboard Pop Airplay)            | 1              |
| США (Billboard Rhythmic)               | 2              |

| Чарт (2015)                              | Позиция |
| ---------------------------------------- | ------- |
| Австралия (ARIA)                         | 25      |
| Германия (Official German Charts)        | 98      |
| Великобритания (Official Charts Company) | 24      |

| Чарт (2016)                              | Позиция |
| ---------------------------------------- | ------- |
| Аргентина (Monitor Latino)               | 39      |
| Австралия (ARIA)                         | 10      |
| Австрия (Ö3 Austria Top 40)              | 13      |
| Бельгия (Ultratop Flanders)              | 15      |
| Бельгия (Ultratop Wallonia)              | 21      |
| Бразилия (Brasil Hot 100)                | 4       |
| Канада (Canadian Hot 100)                | 2       |
| Дания (Tracklisten)                      | 2       |
| Франция                                  | 13      |
| Германия (Official German Charts)        | 12      |
| Israel (Media Forest)                    | 6       |
| Italy (FIMI)                             | 18      |
| Netherlands (Single Top 100)             | 7       |
| New Zealand (Recorded Music NZ)          | 3       |
| Poland (ZPAV)                            | 23      |
| Slovenia (SloTop50)                      | 10      |
| Испания (PROMUSICAE)                     | 12      |
| Швеция (Sverigetopplistan)               | 10      |
| Швейцария (Schweizer Hitparade)          | 9       |
| Великобритания (Official Charts Company) | 8       |
| США Billboard Hot 100                    | 1       |
| США Adult Contemporary (Billboard)       | 2       |
| США Adult Top 40 (Billboard)             | 7       |
| США Mainstream Top 40 (Billboard)        | 1       |

## Сертификации
| Регион | Сертификация          | Продажи     |
| --- | --------------------- | ----------- |
| Австралия (ARIA) | 11× Платиновый        | 770 000     |
| Австрия (IFPI Austria) | Золотой               | 15 000      |
| Бельгия (BEA) | 2× Платиновый         | 40 000      |
| Канада (Music Canada) | 7× Платиновый         | 560 000     |
| Дания (IFPI Danmark) | 6× Платиновый         | 540 000     |
| Германия (BVMI) | Бриллиантовый         | 1 000 000   |
| Италия (FIMI) | 6× Платиновый         | 300 000     |
| Япония (RIAJ) | Золотой               | 100 000*    |
| Мексика (AMPROFON) | 4× Платиновый+Золотой | 270 000     |
| Новая Зеландия (RMNZ) | 5× Платиновый         | 75 000*     |
| Норвегия (IFPI Norway) | 5× Платиновый         | 300 000     |
| Польша (ZPAV) | 4× Платиновый         | 200 000     |
| Португалия (AFP) | 3× Платиновый         | 30 000      |
| Республика Корея | —                     | 2,500,000   |
| Испания (PROMUSICAE) | 3× Платиновый         | 120 000     |
| Швеция (GLF) | 9× Платиновый         | 360 000     |
| Великобритания (BPI) | 5× Платиновый         | 3 000 000   |
| США (RIAA) | 9× Платиновый         | 9 000 000   |
| Стриминг |                       |             |
| Япония (RIAJ) | Платиновый            | 100 000 000 |
| Республика Корея | —                     | 100,000,000 |
| * Данные о продажах приведены только на основе сертификации. · Данные о продажах + прослушиваниях приведены только на основе сертификации. · Данные только о прослушиваниях приведены на основе сертификации. |                       |             |